# ABT-202
ABT-202是一种含氮有机化合物，分子式C9H13N3，由美國雅培公司开发，可作为菸鹼型乙醯膽鹼受體的激动剂，未经过臨床試驗。